# Herminio Neyra Zurita
Herminio Neyra Zurita es un político peruano. Fue alcalde del distrito de Lalaquiz entre 2003 y 2006.
Nació en el distrito de Lalaquiz, provincia de Huancabamba, departamento de Piura, Perú, el 7 de septiembre de 1951. Cursó sus estudios primarios y secundarios en su localidad natal. Desde 1978 hasta 2002 se desempeñó como asistente administrativo del Centro de Salud de Pachitea en la ciudad de Piura llegando a se secretario general del Sindicato Regional de Salud de Piura.
Su primera participación política se dio en las elecciones municipales del 2002 en las que fue elegido alcalde del distrito de Lalaquiz por el Movimiento Desarrollemos el Campo y la Ciudad. Tentó sin éxito su reelección a ese cargo en las elecciones municipales del 2006. Participó en las elecciones regionales del 2010 como candidato a vicepresidente del Gobierno Regional de Piura por el movimiento Unidad Regional junto al candidato a presidente regional Jorge Luis Benites Pereyra quedando en cuarto lugar con solo el 6.96% de los votos.